# Kurt Christoph von Königsmarck

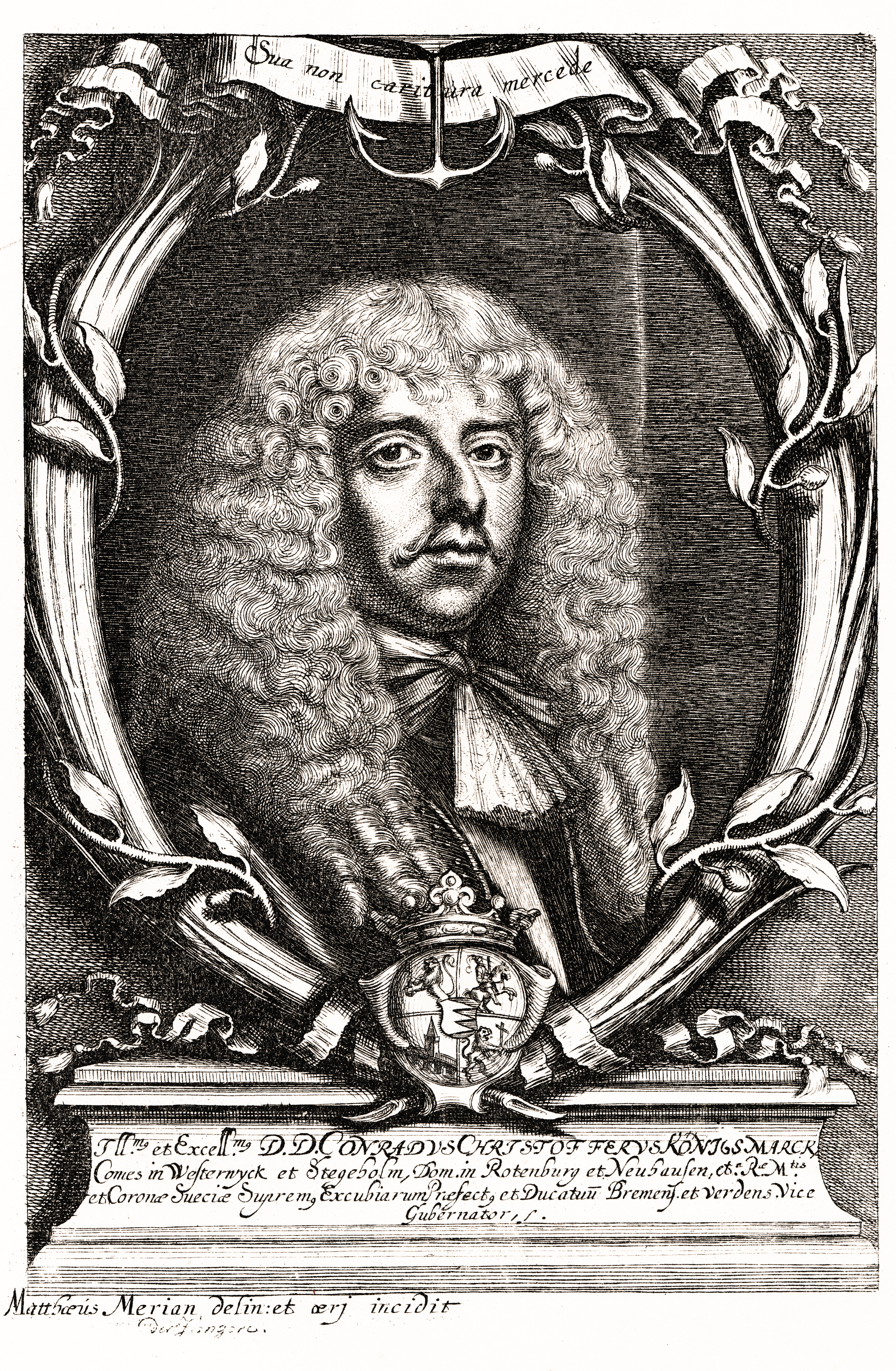
Conrad Christoffer von Königsmarck

Kurt Christoph Graf von Königsmarck, auch Conrad Christoffer, (* 24. März 1634; † 31. Oktober 1673 vor Bonn) war ein schwedischer Reichsfeldzeugmeister und Staatsmann aus dem deutschen Adelsgeschlecht der Königsmarck.
Kurt Christoph war der Sohn des schwedischen Feldmarschalls Hans Christoph von Königsmarck und der Agathe von Leesten.

## Leben
Königsmarck war trotz des Krieges wissenschaftlich erzogen, trat aber früh in das schwedische Heer, nahm 1656 an der blutigen Schlacht bei Warschau und 1658 unter Karls X. Führung am Übergang über den gefrorenen Belt nach Fünen teil, wurde aber dort von den Dänen gefangen und kam erst nach dem Frieden von Roskilde frei.
Nach dem Tod seines Vaters (1663) wurde er Vizegouverneur des Herzogtums Bremen-Verden und Kommandant zu Stade.
Im Rampjaar (Katastrophenjahr) 1672 gelang es der Republik der Vereinigten Niederlande, Königsmarck in ihre Dienste zu nehmen. Im August 1672 wurde er zum Generalleutnant der Infanterie ernannt und sollte die Verteidigung der Wasserlinie organisieren. Zu disem Zeitpunkt war Schweden noch mit den Niederlanden verbündet. Es sollte erst später im Holländischen Krieg die Seiten wechseln. Bei der Belagerung von Bonn wurde Königsmarck am 10. Oktober 1673 durch einen „unglücklichen“ Kanonenschuss getötet, anscheinend also von befreundeter Seite. Im Mai 1674 wurde die Leiche im Stader Familiengrab in der Etatskirche, der ehemaligen Klosterkirche St. Marien in Stade beigesetzt. Bei der Beschießung der Stadt im August 1712 durch dänische Truppen im Großen Nordischen Krieg wurden Kloster und Kirche bis auf einen Teil des Chors mit der Grabkapelle zerstört; die Gräber wurden von dänischen Soldaten geschändet 1735 wurde auch dieser Rest abgebrochen; die Särge der Familie von Königsmarck wurden nach St. Wilhadi überführt und dort in einem dafür errichteten Anbau an der Nordseite des Turms aufgestellt. Der Anbau wurde 1830 wieder abgebrochen, das Material der Sarkophage verkauft.
Aus der Teilung väterlichen Erbes besaß er das Schloss zu „Kochs Hof“ im Altenlande und ein Haus zu Stade; dazu die Hälfte des gesamten Erbes. Von seinem Reichtum machte er mildtätige Geschenke. Beispielsweise für die 1659 abgebrannten Stader Kirchen. Den enormen Vermögensverlust durch die schwedische Güterreduktion 1686 erlebten erst seine Nachkommen.

## Familie
Vermählt war der als stattlich geltende Königsmarck seit 1657 mit der schönen Maria Christine von Wrangel, geb. am 28. Augustjul. / 7. September 1638greg., der Tochter des Reichsrats und Feldmarschalls Grafen Hermann von Wrangel, der Haus und Amt Bremervörde aus den condonirten Gütern zu Lehen besaß. Ihre Mutter war die Gräfin Amalie Magdalena von Nassau-Siegen. Sie zog nach dem Tod des Grafen nach Stockholm, wo sie am 17.jul. / 27. Dezember 1691greg. starb.
Königsmarck hinterließ vier ihrer Schönheit und Stattlichkeit wegen berühmte Kinder:
- Karl Johann, geboren 5.jul. / 15. Mai 1659greg. in Nyborg auf Fünen
- den durch seine Beziehung mit Prinzessin Sophie Dorothea von Braunschweig-Lüneburg und Verschwinden in Hannover berühmt gewordenen Philipp Christoph, geboren 1665
- Maria Aurora, die Maitresse Augusts von Sachsen, nach Stader Quellen geboren vor 1665, vermutlich 1663 und älter als ihre ebenfalls vor, aber spätestens 1665 geborene Schwester
- Wilhelmine Amalie

Ob eine Maria Dorothea d'Hollande von Königsmarck, welche sich 1723 wegen Erbansprüchen ihres Vaters an die hannoversche Regierung wandte, zu einer von Kurt Christophs von Königsmarck oder von Otto Wilhelm von Königsmarck herstammenden illegitimen Linie gehörte, ist nicht festzustellen.